# Be-103
Be-103 (ros. Бе-103) – rosyjski samolot-amfibia zaprojektowany w biurze konstrukcyjnym Berijewa, przeznaczony do przewozu pasażerów i niewielkich ładunków na obszarach Syberii i Dalekiego Wschodu oraz północnych rejonach Rosji.

## Historia
Samolot powstał jako tania w eksploatacji i produkcji, niewielka maszyna zdolna do operowania nad terenami ubogimi w infrastrukturę lotniczą. Poza Rosją oferowany jest również na rynkach zagranicznych, gdzie może pełnić rolę maszyny patrolowej i pasażerskich na obszarach bogatych w jeziora i inne akweny. Po raz pierwszy Be-103 został zaprezentowany publicznie w 1996 roku. Rok później (15 lipca) na fabrycznym lotnisku Berijewa (Таганрогский авиационный научно-технический комплекс имени Г. М. Бериева) dokonano oblotu samolotu. Za sterami samolotu siedział pilot Władimir Ulianow. Samolot jest produkowany w Komsomolsku nad Amurem w wytwórni Комсомольское-на-Амуре авиационное производственное объединение имени Ю. А. Гагарина (ОАО КнААПО). Przedsięwzięcie finansowane jest wspólnie przez Berijewa i ОАО КнААПО. W 2003 roku samolot uzyskał certyfikat Federal Aviation Administration pozwalający rozpocząć sprzedaż maszyn na terenie Stanów Zjednoczonych. Poza USA Be-103 posiada certyfikaty uprawniające do latania na terytorium Brazylii, Chin i Rosji.

## Konstrukcja
Be-103 jest całkowicie metalowym dolnopłatem, napędzanym dwoma silnikami tłokowymi z trójłopatowymi śmigłami, umieszczonymi na poziomych wysięgnikach po obydwu stronach kadłuba nad centropłatem. Takie położenie zapewnia ochronę silników przed rozbryzgami wody podczas startu i lądowania. Skrzydła skośne (22°), wyposażone w sloty. Niskie zamontowanie skrzydeł umożliwiło rezygnacje z wyposażania płatów w klapy dzięki wykorzystaniu podczas startu samolotu z powierzchni wody tzw. efektu powierzchniowego. Samolot posiada chowane podwozie trójzespołowe z podparciem przednim. Usterzenie klasyczne, płytowe, statecznik poziomy znajduje się w połowie wysokości statecznika pionowego.